# Katar-Rundfahrt 2007
Die 6. Katar-Rundfahrt fand vom 28. Januar bis 2. Februar 2007 statt. Das Radrennen wurde in sechs Etappen über eine Distanz von 717 Kilometern ausgetragen.
Die Katar-Rundfahrt ist Teil der UCI Asia Tour 2007 und ist in die Kategorie 2.1 eingestuft. Das Rennen beginnt mit einem Mannschaftszeitfahren in der Hauptstadt Doha, in deren Peripherie die Rundfahrt größtenteils ausgetragen wird. Die Strecke bietet keine topografischen Schwierigkeiten und ist somit meistens eine Angelegenheit für Sprinter.

## Etappen
| Etappe    | Tag        | Start – Ziel                                | km  | Etappensieger         | Gesamterster       |
| --------- | ---------- | ------------------------------------------- | --- | --------------------- | ------------------ |
| 1. Etappe | 28. Januar | Doha Corniche (MZF)                         | 6   | Quick Step-Innergetic | Steven De Jongh    |
| 2. Etappe | 29. Januar | al-Wakra – Qatar National Olympic Committee | 136 | Tom Boonen            | Tom Boonen         |
| 3. Etappe | 30. Januar | Dohat Salwa – Khalifa International Stadium | 140 | Tom Boonen            | Tom Boonen         |
| 4. Etappe | 31. Januar | Camel Race Track – Doha Golf Club           | 140 | Tom Boonen            | Tom Boonen         |
| 5. Etappe | 1. Februar | az-Zubāra – Mesaieed                        | 161 | Greg Van Avermaet     | Wilfried Cretskens |
| 6. Etappe | 2. Februar | Sealine Beach Resort – Doha Corniche        | 134 | Tom Boonen            | Wilfried Cretskens |

## Einzelergebnisse der Etappen
1. Etappe, 28. Januar – Corniche de Doha, MZF, 6 km
```
1. 
Quick Step
 6:33 (54,962
 
km/h)
2. 
Milram
 + 0:05
3. 
Liquigas
 0:07
4. 
Predictor-Lotto
 0:09
5. 
T-Mobile
 0:11
6. 
AG2R Prévoyance
 0:11
7. 
Astana
 0:13
8. 
Rabobank
 0:14
9. 
Saunier Duval
 0:14
10. 
Bouygues Telecom
 0:16
```

2. Etappe, 29. Januar – Al Wakra – Comité Olympique du Qatar, 135,5 km
```
1. 
Tom Boonen
 (BEL/Quick Step) 3 h 01:50 (44,711
 
km/h)
2. 
Alessandro Petacchi
 (ITA) gl.Z.
3. 
Jean-Patrick Nazon
 (FRA) gl.Z.
4. 
Kenny van Hummel
 (NED) gl.Z.
5. 
Francesco Chicchi
 (ITA) gl.Z.
6. 
Lloyd Mondory
 (FRA) gl.Z.
7. 
Aurélien Clerc
 (SUI) gl.Z.
8. 
Francisco Ventoso
 (ESP) gl.Z.
9. 
Luciano Pagliarini
 (BRA) gl.Z.
10. 
Robert Förster
 (GER) gl.Z.
```

3. Etappe, 30. Januar – Doha Salwat – Khalifa Stadium, 140 km
```
1. Tom Boonen (BEL/Quick Step) 3 h 25:06 (40,516
 
km/h)
2. Alessandro Petacchi (ITA) gl.Z.
3. 
Bernhard Eisel
 (GER) gl.Z.
4. Aurélien Clerc (SUI) gl.Z.
5. 
Stefano Zanini
 (ITA) gl.Z.
6. 
Graeme Brown
 (AUS) gl.Z.
7. 
René Haselbacher
 (AUT) gl.Z.
8. Greg Henderson (NZL) gl.Z.
9. Linas Balciunas (LTU) gl.Z.
10. Robert Förster (GER) gl.Z.
```

4. Etappe, 31. Januar – Camelodrome – Doha Golf Club, 139,5 km
```
1. Tom Boonen (BEL/Quick Step) 2 h 54:54 (47,855
 
km/h)
2. Graeme Brown (AUS) gl.Z.
3. Murilo Fischer (BRE) gl.Z.
4. Lloyd Mondory (FRA) gl.Z.
5. Francisco Veloso (ESP) gl.Z.
6. Aart Vierhouten (NED) gl.Z.
7. Bernhard Eisel (AUT) gl.Z.
8. Piet Rooijakkers (NED) gl.Z.
9. Alexandre Pichot (FRA) gl.Z.
10. Greg Henderson (NZL) gl.Z.
```

5. Etappe, 1. Februar – az-Zubāra – Mesaied, 156,5 km
```
1. Greg Van Avermaet (BEL/Predictor) 3 h 26:13 (45,534
 
km/h)
2. 
Marcel Sieberg
 (GER) gl.Z.
3. Stéphane Poulhies (FRA) gl.Z.
4. Erki Pütsep (EST) gl.Z.
5. 
Wilfried Cretskens
 (BEL) gl.Z.
6. Mauro Da Dalto (ITA) gl.Z.
7. 
Kim Kirchen
 (LUX) gl.Z.
8. Aliaksandr Kuschynski (BLR) gl.Z.
9. 
Sven Krauß
 (GER) gl.Z.
10. Maarten Tjallingii (NED) gl.Z.
```

6. Schlussetappe, 2. Februar – Sealine Beach Resort – Doha Corniche, 134 km
```
1. Tom Boonen (BEL/Quick Step) 2 h 56:17 (42,204
 
km/h)
2. Alessandro Petacchi (ITA) gl.Z.
3. Graeme Brown (AUS) gl.Z.
4. Rene Haselbacher (AUT) gl.Z.
5. Francesco Chicchi (ITA) gl.Z.
6. Greg Van Avermaet (BEL) gl.Z.
7. Kenny van Hummel (NED) gl.Z.
8. Rieno Stofferis (BEL) gl.Z.
9. Lloyd Mondory (FRA) gl.Z.
10. Romain Feillu (FRA) gl.Z.
```